# لياندرو برازيليا
لياندرو برازيليا هو لاعب كرة قدم برازيلي في مركز الوسط، ولد في 21 يناير 1987 في برازيليا في البرازيل. لعب مع Ipatinga Futebol Clube ‏.

## وصلات خارجية
- لياندرو برازيليا على موقع قاعدة بيانات كرة القدم.إي يو (الإنجليزية)
- لياندرو برازيليا على موقع Soccerway.com (الإنجليزية)